# Von dem Schneider, der bald reich wurde
Von dem Schneider, der bald reich wurde ist ein Schwank (ATU 1535, 1297*). Er stand in den Kinder- und Hausmärchen der Brüder Grimm nur in der Erstauflage von 1812 an Stelle 61 (KHM 61a).

## Inhalt
Ein Schneider findet auf dem Weg zu seinem Bruder eine erfrorene Drossel. Er sieht durch das Fenster dessen Frau den Pfaffen mitsamt Braten und Wein verstecken, als ihr Mann kommt. Der Schneider tut, als könne seine Drossel wahrsagen, dass im Bett Wein und im Ofen Braten steckt, und verkauft sie ihm für den Kasten, in dem der Pfaff sitzt. Er nimmt den Kasten mit und singt, er wolle ihn ins Wasser werfen, bis sich der Pfaff rührt und ihm 50 Taler bietet.
Den Leuten, die über seinen neuen Reichtum verwundert sind, erzählt er, er habe das Fell seiner Kuh so teuer verkauft. Alle machen es nach, was aber die Preise so drückt, dass sie fast nichts bekommen. Sie werfen dem Schneider Dreck vors Haus. Der tut es in einen Kasten und gibt ihn bei einem Wirt in Verwahrung. Später kommt er wieder, sieht nach und tobt, weil er voll Dreck ist. Der Wirt gibt ihm 100 Taler.
Die Leute zwingen den Schneider daraufhin wutentbrannt in einen Kasten und setzen ihn auf einen Fluss. Er schreit laut, er wolle etwas nicht tun, bis ihn ein Schäfer anspricht. Der Schneider erzählt ihm, wer in diesem Kasten den Strom herunterkommt, solle des Königs Tochter heiraten. Der Schäfer setzt sich in den Kasten und der Schneider nimmt seine Herde. Den verwunderten Bauern erzählt er, die Schafe habe er unter Wasser gefunden. Sie sehen auch die Wolken sich spiegeln, deuten das plump des hineinspringenden Schulzen als kommt und springen hinterher. Da gehört dem Schneider das Dorf.

## Herkunft
Der Schwank stammt von Familie Hassenpflug, so wie möglicherweise schon Jacob Grimms handschriftliche Version von 1810. Ab der Zweitauflage steht er nur noch in der Anmerkung zu KHM 61 Das Bürle, das weitgehend gleich ist.